# 22e brigade Spetsnaz de la Garde
Pour les articles homonymes, voir 22e brigade.
La 22e brigade spetsnaz de la Garde (22-я отдельная гвардейская бригада специального назначения) est une brigade des forces spéciales (spetsnaz) des forces armées de la fédération de Russie, actuellement basée à Stepnoï, dans l'oblast de Rostov.

## Structure
Depuis 2020, la brigade est basée à Stepnoï, dans l'oblast de Rostov, dans le district militaire sud. Actuellement, la brigade se compose de:
- QG de la brigade
  - Compagnie des signaux
  - Compagnie de soutien
  - Compagnie d'armes spéciales
  - Unité logistique
  - Unité du génie
- 108e détachement Spetsnaz
- 173e détachement Spetsnaz
- 305e détachement Spetsnaz
- 411e détachement Spetsnaz

## Histoire
L'unité est établie à Kounaïev dans le district militaire du Turkestan (en) le 22 juillet 1976. Le 3 avril 1978, elle devient une unité distincte. En 1983, des éléments de la brigade sont temporairement déployés à Cuba.

### Guerre soviéto-afghane
Le 15 mars 1985, elle est déplacée à Lashkar Gah et combat dans la guerre soviéto-afghane. La brigade doit maintenir l'ordre dans une zone de 1 100 km le long du front et de 250 km en profondeur vers le Pakistan. Une partie de la brigade débute le combat en avril 1985, après avoir fait obstacle aux trafics d'armes et de drogue en provenance du Pakistan et d'Iran.
Formé en décembre 1986, le 411e détachement, déployé dans la province de Farah, est chargé de contrôler les routes des convois depuis l'Iran. Au total, la 22e brigade perd à elle seule 199 soldats en Afghanistan et a éliminé plus de 5 000 moudjahidines.

### Autres conflits
En 1989, des éléments de la brigade sont déployés pour participer à la guerre civile angolaise. En août 1988, la brigade s'installe à Pirəkəşkül en Azerbaïdjan et participe à la première guerre du Haut-Karabakh. Des éléments de la brigade participent au Janvier noir, puis à la première guerre de Tchétchénie, où prend part à la prise d'otages de Kizliar-Pervomaïskoïe. La brigade est de nouveau déployée pendant la seconde guerre de Tchétchénie. En 2001, elle reçoit le titre honorifique « de la Garde » en reconnaissance des actions menées en Tchétchénie.
En juin 1992, la brigade s'installe à Stepnoï, dans l'oblast de Rostov dans le district militaire sud, où elle se trouve encore aujourd'hui.
En avril 2023, il est évalué que l'unité a perdu 90 à 95% de ses forces lors de l'invasion russe de l'Ukraine.